# Шаньтоу
Шаньтоу (застар. Сяньтоу, Сватоу, кит. спрощ. 汕头, піньїнь: Shàntóu) — міський округ в китайській провінції Гуандун із загальною чисельністю населення 5 391 028 осіб від 2010 р. Разом із прилеглими містами Цзеян і Чаочжоу формує муніципальний район Чаошань 潮汕, що займає площу в 10404 км2, а його постійне населення сягнуло 13 937 897 осіб за даними кінця 2010 року.
Шаньтоу від 19 століття відіграва роль одного з провідних портів, центрів торгівлі із західними країнами. В 1980-х роках тут була створена особлива економічна зона, одна з Особливих економічних зон КНР. Хоча вона не змогла досягти такого розквіту, як  економічні зони Шеньчжень, Чжухай та Сямень, втім залишається економічним центром східного Гуандуну. Тут діє університет Шаньтоу в рамках Проекту 211.

## Клімат
Місто знаходиться у зоні, котра характеризується вологим субтропічним кліматом. Найтепліший місяць — липень із середньою температурою 28.9 °C (84 °F). Найхолодніший місяць — січень, із середньою температурою 13.9 °С (57 °F).
| Клімат Шаньтоу          | Клімат Шаньтоу | Клімат Шаньтоу | Клімат Шаньтоу | Клімат Шаньтоу | Клімат Шаньтоу | Клімат Шаньтоу | Клімат Шаньтоу | Клімат Шаньтоу | Клімат Шаньтоу | Клімат Шаньтоу | Клімат Шаньтоу | Клімат Шаньтоу | Клімат Шаньтоу |
| Показник                | Січ.           | Лют.           | Бер.           | Квіт.          | Трав.          | Черв.          | Лип.           | Серп.          | Вер.           | Жовт.          | Лист.          | Груд.          | Рік            |
| Абсолютний максимум, °C | 26             | 27             | 31             | 35             | 37             | 37             | 37             | 40             | 38             | 35             | 29             | 28             | 40             |
| Середній максимум, °C   | 16             | 17             | 19             | 23             | 26             | 28             | 31             | 31             | 29             | 26             | 22             | 18             | 24             |
| Середня температура, °C | 13             | 14             | 16             | 21             | 24             | 26             | 28             | 28             | 27             | 23             | 19             | 15             | 21             |
| Середній мінімум, °C    | 11             | 11             | 14             | 18             | 22             | 24             | 26             | 26             | 24             | 21             | 16             | 11             | 18             |
| Абсолютний мінімум, °C  | 3              | 1              | 3              | 10             | 15             | 18             | 22             | 22             | 18             | 8              | 5              | 2              | 1              |
| Норма опадів, мм        | 30             | 50             | 80             | 140            | 220            | 270            | 230            | 210            | 140            | 50             | 30             | 30             | 1530           |
| ----------------------- | -------------- | -------------- | -------------- | -------------- | -------------- | -------------- | -------------- | -------------- | -------------- | -------------- | -------------- | -------------- | -------------- |
| Джерело: Weatherbase    |                |                |                |                |                |                |                |                |                |                |                |                |                |

## Адміністративно-територіальний поділ
|            | Місто         |        |             |           |
| 1          | Цзіньпін      | 金平区 | Jīnpíng Qū  | 810 606   |
| 3          | Лунху         | 龙湖区 | Lónghú Qū   | 536 102   |
| Передмістя |               |        |             |           |
| 2          | Район Хаоцзян | 濠江区 | Háojiāng Qū | 267 597   |
| 4          | Район Чаоян   | 潮阳区 | Cháoyáng Qū | 1 626 641 |
| 5          | Район Чаонань | 潮南区 | Cháonán Qū  | 1 290 922 |
| 6          | Район Ченхай  | 澄海区 | Chénghǎi Qū | 798 896   |
| Повіт      |               |        |             |           |
| 7          | Наньао        | 南澳县 | Nán'ào Xiàn | 60 264    |

## Міста-побратими
- Кішівада, Японія, 2 червня 1990[4]
- Сент-Джон, Канада, 28 лютого 1997[5]
- Кантхо, В'єтнам, 1 серпня 2005[6]